# Săbăoani
Săbăoani é uma comuna romena localizada no distrito de Neamţ, na região de Moldávia. A comuna possui uma área de 33.37 km² e sua população era de 11318 habitantes segundo o censo de 2007.